# Schmerikon
Schmerikon és un municipi del cantó de Sankt Gallen (Suïssa), situat al districte de See-Gaster.